# Ксенарх
Ксенарх (дав.-гр. Ξέναρχος; ? — після 389 до н. е.) — давньогрецький драматург—міміограф.

## Життєпис
Про дату народження немає відомостей. Походив з родини відомого сиракузького драматурга Софрона. Його вчив батько, від якого він навчився правилам створення мімів.
Про його творчість відомо замало. Втім, Ксенарх доволі відомий свого часу, завдяки чому потрапив на службу тирана Діонісія I. Пратін відомий також тим, що у своїх творах висміював мешканців міста Регій, з яким Сиракузи у 399—389 роках до н. е. вели війни. Про це йдеться в «Поетиці» Аристотеля. Твори Ксенарха частково збережені. Відомо, що він писав на дорійському діалекті.
Перший переклад Ксенарха українською здійснив Іван Франко у 1915 році.